# Arthur Rinderknech
Arthur Rinderknech (født 23. juli 1995 i Gassin, Frankrig) er en professionel tennisspiller fra Frankrig.